# Korps Marechaussee te voet
Het Korps Marechaussee te voet (1890-1942), ook wel Korps Marechaussee van Atjeh en Onderhoorigheden genaamd, was een legereenheid die deel uitmaakte van het Nederlands Indische Leger. Ze vormde het tactische antwoord van Nederland op de tientallen jaren voortwoekerende guerrilla in Atjeh. Deze was gericht tegen het Nederlandse streven het sultanaat Atjeh onder koloniaal bestuur te brengen. De gewapende strijd met de Atjehers staat in de Nederlandse krijgsgeschiedenis bekend als de Atjeh-oorlog
De Marechaussee te voet bestond vooral uit Javaanse en Molukse soldaten onder leiding van Europese officieren. Ze moest optreden tegen bijkans de gehele Atjehse bevolking die zich bleef verzetten tegen de vanaf 1873 steeds ingrijpender wordende Nederlandse bemoeienis. Het legeronderdeel was berucht om zijn nietsontziende optreden. Ze is wel gekenschetst als de meest rauwe militaire eenheid die ooit onder Nederlands bevel stond. Deze strijdmacht moet niet worden verward met de Koninklijke Marechaussee die onderdeel was en is van het Nederlandse leger.

## Oprichting

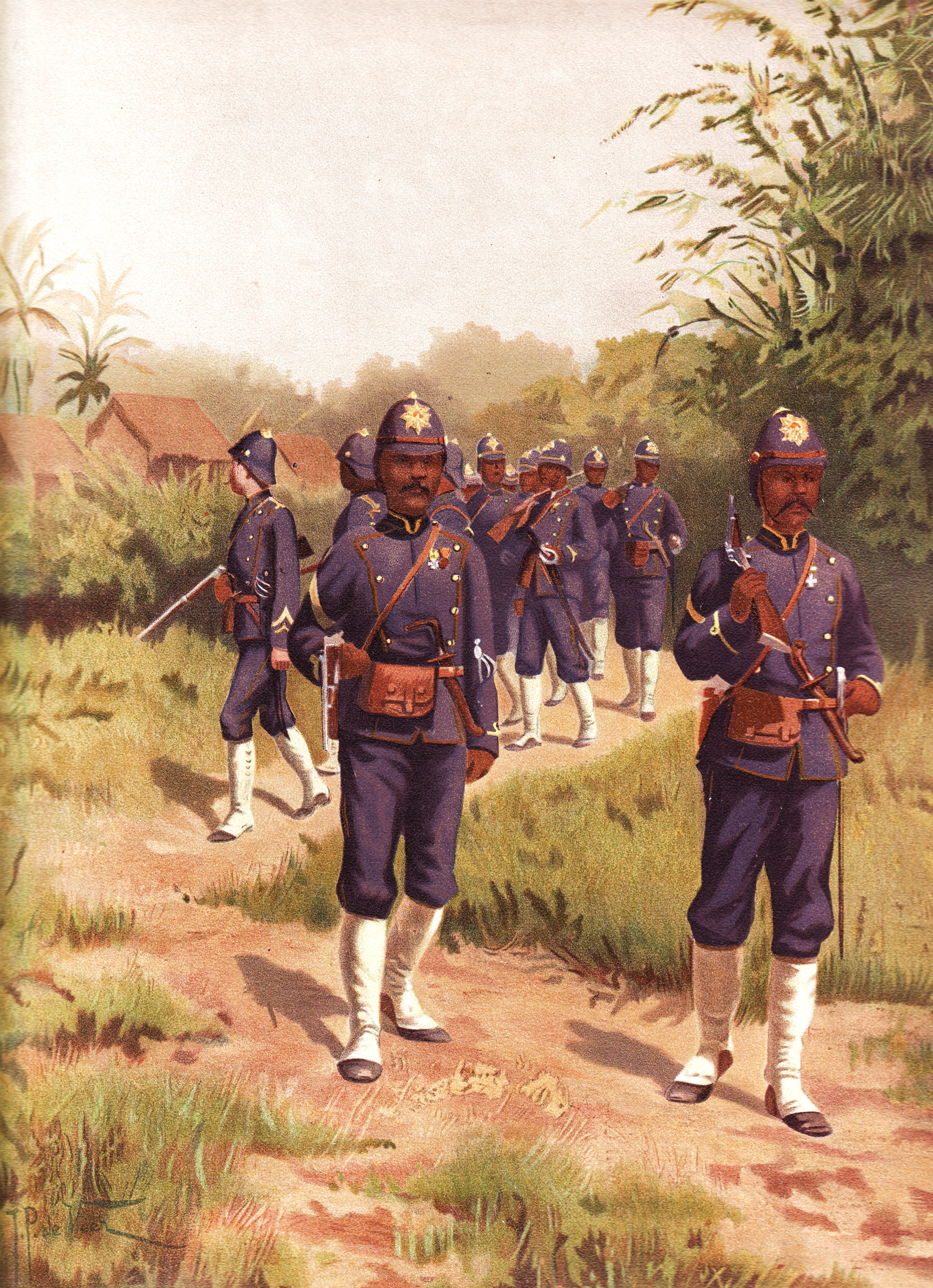
Marechaussee in 1896

In 1890 maakten toenemende aanvallen op posten van het Indische leger, en met name op de Atjeh Tram, een nieuwe wijze van reageren noodzakelijk. Het Korps Marechaussee te voet werd opgericht, een onderdeel van het Indische leger bestaande uit inlanders. Het moest zich bezighouden met politietaken ter bescherming en bewaking van objecten die regelmatig doelwit waren van tegen het Nederlands gezag gerichte acties. Kapitein der infanterie G.G.J. Notten, was de eerste commandant. Ook J.B. van Heutsz was betrokken bij de oprichting van het korps. De eenheid was verder geheel uit inlandse manschappen samengesteld. Het gehele korps was 244 man sterk. Notten had kennis van land en volk van Atjeh. Met inzicht en tact wist hij relaties aan te knopen met verschillende hoofden die hem inlichtingen gaven over de opstandelingen. Nadat Notten bij het gouvernement in ongenade was gevallen, voerde kapitein R. Bakkers het bevel en later kwam het korps onder commando van de kapitein der infanterie Graafland.

## Contraguerrilla

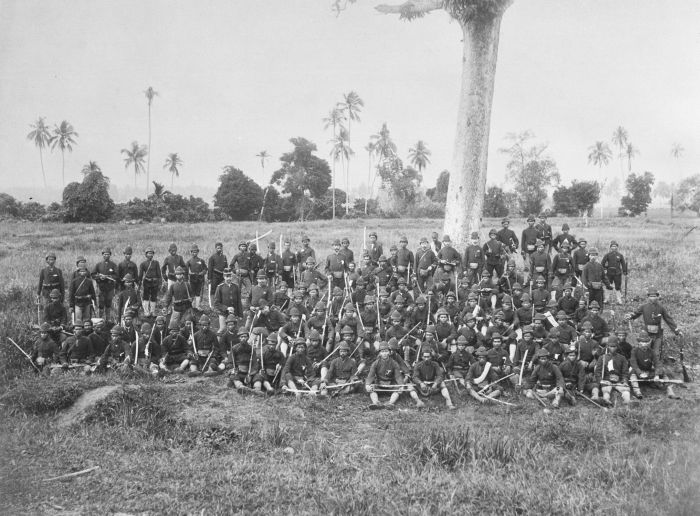
Enkele brigades van het Korps Marechaussee te Atjeh omstreeks 1897 bewapend met klewangs en enkelschots karabijnen

Begin 1897 werd het korps uitgebreid tot een sterkte van vijf officieren en 362 onderofficieren en minderen. Graafland kreeg van zijn meerderen steun voor de toepassing van zijn ideeën om het Korps Marechaussee niet meer benutten voor het beveiligen en dekken van transporten en konvooien, zogenoemde politietaken, maar in hoofdzaak om terreinkennis op te doen in de streken gelegen op grotere afstand van de zogenoemde geconcentreerde linie van versterkingen waarin het Indisch leger was verschanst. De commandant liet zijn mannen veelvuldig, en vooral ’s nachts, het terrein bezoeken. Een hinderlaag, vooral bij nacht, behoorde tot de meest inspannende en gevaarlijke oorlogshandelingen. Het eiste terreinkennis, beleid en koelbloedigheid om met geringe strijdkrachten zich te kunnen handhaven. Het Korps Marechaussee was dan ook uit ervaren en geharde inlandse soldaten samengesteld. Graafland prentte zijn mannen in dat de klewang hun hoofdwapen was waarmee men de vijand te lijf moest gaan, terwijl de karabijn slechts in hoge nood gebruikt mocht worden. Soms werden Marechaussee brigades zelfs op patrouille gestuurd met uitsluitend de klewang als wapen om zodoende het vertrouwen hiermee te vergroten.
Het Indische leger beschikte alleen over het enkelschots Beaumontgeweer. De vuurkracht van de infanterie was daardoor beperkt. Bovendien was het leger in 1896 gedemoraliseerd en voelden vooral de Europese officieren en onderofficieren zich in man-tegen-mangevechten veruit de mindere. Er was in het leger sprake van een zogenaamde 'Atjeh-vrees'. Door de wijze van optreden van Graafland nam het vertrouwen in eigen kunnen toe en kregen de Atjehers meer ontzag voor het Korps Marechaussee dat overdag of ‘s nachts te midden van de gevaarlijkste kampongs opdook uit het niets en weer verdween. Graafland was commandant van november 1895 - juni 1896 en werd opgevolgd door kapitein E.A. van Kappen (juli 1896 - juli 1897).
In 1898 werd het Korps Marechaussee met de karabijn Mannlicher M1895 bewapend, een modern repeteergeweer. Met de invoering van de lichte karabijn en de klewang was de marechaussee goed uitgerust voor het gevecht. De korpsonderscheidingstekens, een rode vork op schouder en kraag, werden dan ook wel 'bloedvingers' genoemd.

## Uitbreiding en reorganisatie

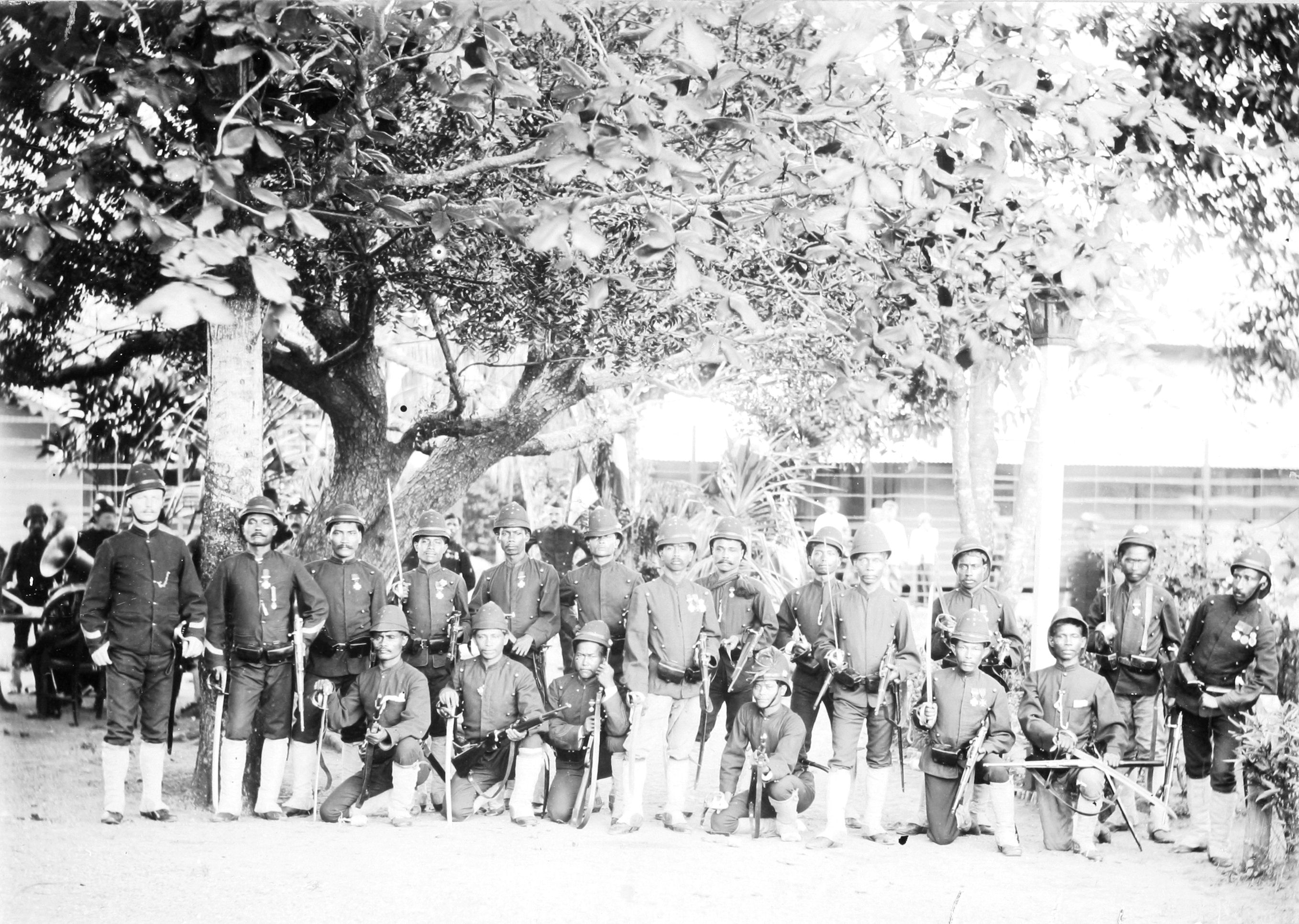
De 5e brigade 3e divisie van het corps Marechaussee te Lamnjong in Atjeh (1898)

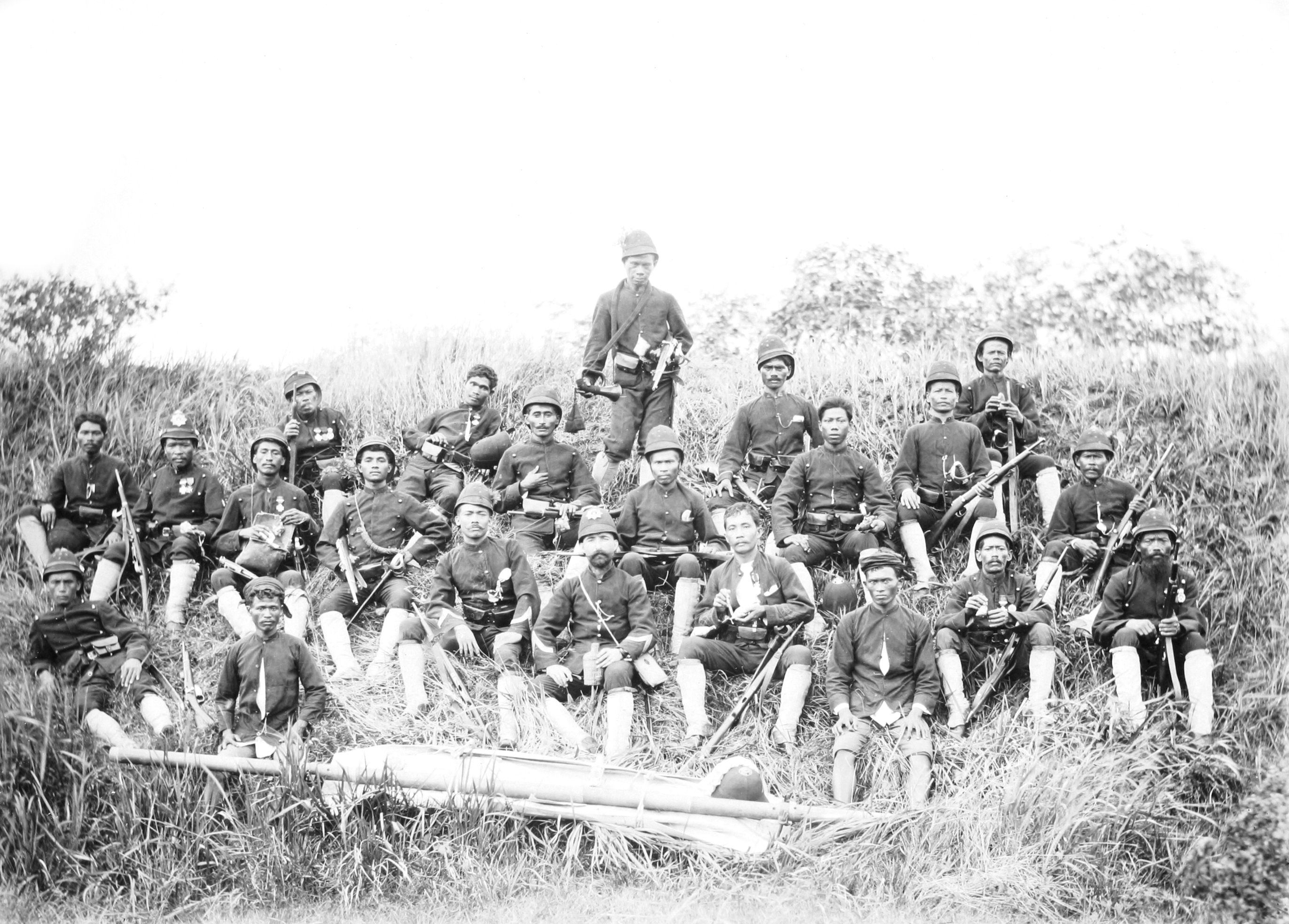
De 6e brigade 3e divisie van het Korps Marechaussee te Lamnjong in Atjeh (1898)

In 1899 werd het Korps Marechaussee gereorganiseerd en uitgebreid naar vijf divisies van ieder twaalf brigades groot, welk aantal tot 1926 behouden zou blijven. De sterkte van het Korps bestond nu uit 20 Europese officieren en 1212 onderofficieren en minderen. De meeste onderofficieren waren Ambonees of Afrikaans, de soldaten allen inlands. Omstreeks eind 1901 waren de divisies als volgt over Atjeh verspreid:
- Staf te Koeta Radja
- Ie Divisie te Seulimeum (Atjeh vallei)
- IIe Divisie te Samalangan & Meureudoe (Noordkust Atjeh)
- IIIe Divisie te Lam Njong
- IVe Divisie te Indrapoeri (Atjeh vallei)
- Ve Divisie te Lhok Nga (Westkust van Groot-Atjeh)

De brigades hadden vrijheid van handelen in de eigen sector, men was zeer goed op de hoogte van wat er speelde. In het kampement was een levensgrote schets op een schaal van 1:50 aanwezig van de sector waarop alle details werden aangegeven. Hoofdtaak was het bij duisternis controleren van de sector en het voeren van een tegenguerrilla.

## Vliegende colonnes
Als commandant van de 1e Divisie Marechaussee was kapitein G.C.E. van Daalen de eerste commandant die de methode invoerde om zich, zonder dragers, even snel als de Atjehers te verplaatsen door oerwoud dat tot dan toe altijd door de koloniale troepen gemeden was. Bijzonder aan deze wijze van verplaatsen was ook dat voor het eerst in de Atjeh-oorlog het beginsel werd toegepast om de troepen zo goed als geheel zelfvoorzienend te laten zijn. Ze waren voor hun levensonderhoud afhankelijk van wat het land hen bood. De colonnes waren zo in staat om voor een langere periode te opereren in vijandelijk gebied. Ieder lid droeg zijn eigen proviand mee waardoor een veldkeuken overbodig was. Hun kracht lag in hun aanpassingsvermogen aan de lokale terreinomstandigheden, hun beweeglijkheid en de aangepaste bewapening met de klewang naar Atjehs model. Men zocht de Atjehse benden op en viel deze dan bij verrassing aan en vernietigde deze dan in felle nabij gevechten. Zo raakten de Marechaussees spoedig bekend om hun meedogenloze manier van oorlog voeren tegen alles wat Atjeher was. Deze colonnes werden ook wel de zogenaamde "vliegende colonnes" genoemd en hadden vaak een gewelddadig karakter. Rond de eeuwwisseling, tijdens de Tweede Boerenoorlog, werd deze tactiek veelvuldig door de Boeren succesvol toepast tegen de Britten. Bekend was dat veel officieren uit het Indische leger sympathiseerden met de Boeren.

## Politiek-politionele taak

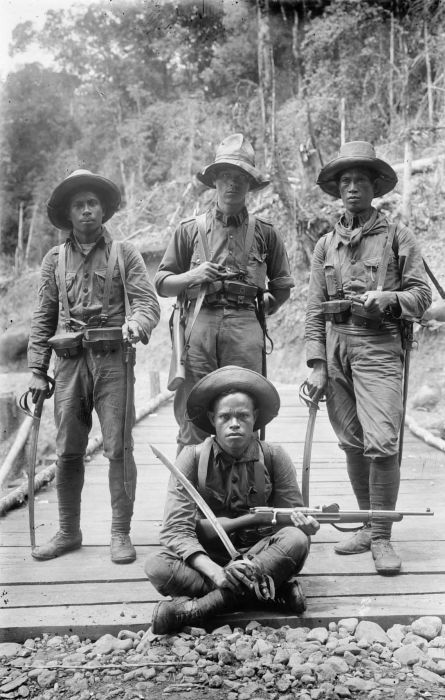
Leden van het Korps Marechaussee te Atjeh poseren in de jaren 1930 op een brug

De inzet van het korps in de Atjehoorlog tegen de opstandige bevolking had resultaat, al zou het nog jaren duren voordat de laatste groepen Atjehse strijders werden uitgeschakeld. De bewapening bestond uit een karabijn, een klewang die werd gebruikt als aanvalswapen, alsmede een rentjong, een Atjehse dolk. Doordat de marechaussee langere tijd wist te overleven in het oerwoud, was ze in staat om groepen strijders wekenlang te volgen naar hun dorpen en ze vervolgens daar te vernietigen. De inzet van de marechausseebrigades betekende een keerpunt in de Atjehoorlog. De militaire doctrine van het Korps Marechaussee te voet was aanvankelijk alleen fragmentarisch vastgelegd in dagboeken met persoonlijke ervaringen, geschreven door enkele betrokken officieren. Na de Atjehoorlog werd de doctrine formeel vastgelegd in het 'Voorschrift voor de uitoefening van de Politiek-Politionele Taak van het Leger'. Dit voorschrift bleef in de militaire praktijk in Nederlands-Indië zeer invloedrijk, tot in de periode van de naoorlogse Politionele acties aan toe.

## Samenstelling van een Marechaussee brigade
De leden van het korps werden gerekruteerd uit de beste militairen van het Nederlands-Indische leger. Het Korps Marechaussee opereerde in etnisch gemengd samengestelde eenheden, aangeduid als brigades. Een Marechaussee brigade stond meestal onder leiding van een Europees sergeant, de commandant, intern ook wel "baas" genoemd. Als de commandant een inheems sergeant der eerste klasse was, bestond de totale brigade uit inheemsen. De laatste werden bij uitstek geschikt geacht voor het ruige terreinwerk en werden geroemd om hun meedogenloos optreden. Naast de baas was er ter ondersteuning een inheems sergeant der tweede klasse de "panglima" of "pang" genoemd en een landgenoot korporaal "keutji" en verder ongeveer 15 manschappen eerste en tweede klasse "marosees". Deze laatste waren van gemengde herkomst, meer dan de helft waren Javanen, dan drie of vier Manadonese en evenveel Ambonezen met nog enkele van elders. Een Boeginees, Soendanees of Timorees.

## Korpsvaandel

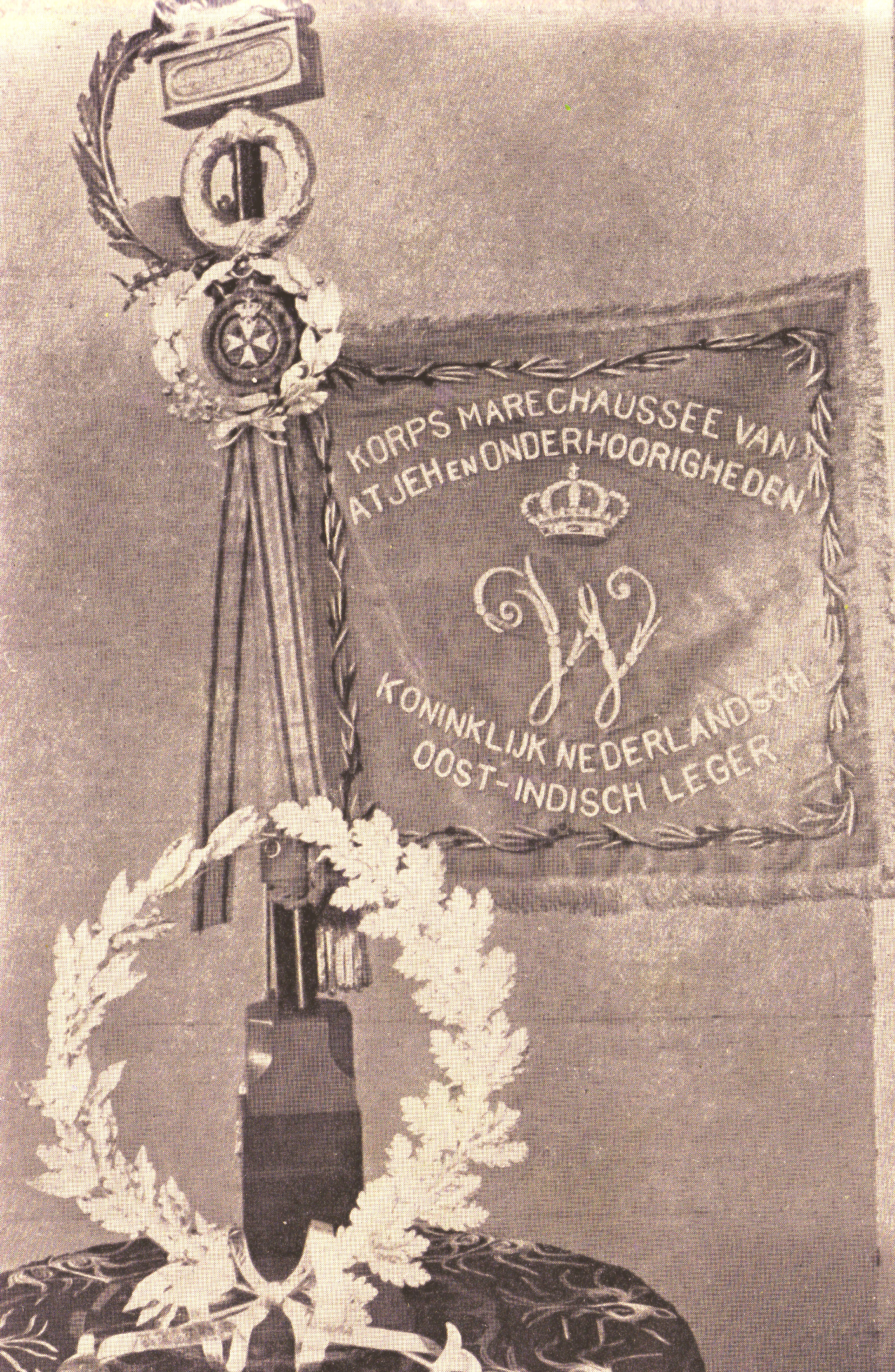
Vaandel van het Korps Marechaussee

In 1930 kreeg het korps ter gelegenheid van het 40-jarig bestaan een nieuw vaandel, versierd met het ridderkruis der Militaire Willems-Orde 4e klasse en een lauwerkrans. Gedurende de Tweede Wereldoorlog werd dit vaandel verborgen gehouden voor de Japanse bezetter. Later kwam het in koloniaal-militair museum Bronbeek bij Arnhem te hangen.

## Officieren
Officieren van het korps marechaussee waren onder meer:
| - G.J. Berenschot (1887-1941) - J.J. Burger (1871-1904) - H. Christoffel (1865-1962) - H. Colijn (1869-1944) - G.C.E. van Daalen (1863-1930) - A. Dudok van Heel (1871-1936) - J.B. van Heutsz (1851-1924) - H.N.A. Swart (1863-1946) - J.W.C. Vuyk (1866-1896) |

1e Bataljon Infanterie · 3e Bataljon Infanterie · 7e Bataljon Infanterie · 8ste Bataljon Infanterie · Korps Marechaussee van Atjeh · Koloniaal Werfdepot · Barisankorps van Madoera · Militaire Luchtvaart van het Koninklijk Nederlandsch-Indisch Leger · 2-VLG-V (ML-KNIL) · Mariniersbrigade in Nederlands-Indië · Wapen der Genie (KNIL) · Korps Koloniale Reserve · Korps Insulinde · Korps Speciale Troepen · Royal Netherlands Military Flying School · NEFIS · Legioen van Ratu Adil · Militaire Pupillenschool te Gombong
Invasie van Java · Expedities naar Saparoea · Eerste expeditie naar Palembang · Tweede expeditie naar Palembang · Padri-oorlogen · Eerste Boni-expeditie · Tweede Boni-expeditie · Expeditie naar de westkust van Borneo · Java-oorlog · Expeditie naar de westkust van Sumatra · Opstand aan de westkust van Sumatra (1841) · Eerste expeditie naar Bali · Tweede expeditie naar Bali · Derde expeditie naar Bali · Expeditie naar de westerafdeling van Borneo · Eerste expeditie naar Palembang · Tweede expeditie naar Palembang · Expeditie tegen de Chinezen te Montrado · Expeditie naar Nias · Derde Boni-expeditie · Vierde Boni-expeditie · Expeditie naar de Zuider- en Oosterafdeling van Borneo · Bombardement van Shimonoseki · Expeditie naar de Pasoemah-landen · Vierde en vijfde expeditie naar Bali · Expeditie naar de westkust van Guinea · Atjehoorlog · Opstand der Chinezen in Mandor · Opstand te Djambi · Lombok-expeditie · Militaire excursie naar Midden-Lombok · Expeditie naar Korintji ·  Expeditie naar Bali (1906-1908) ·  Strijd om Tarakan · Guerrillaoorlog van het Indische leger op Celebes · Verovering van Atjeh door Japan · Guerrillaoorlog van het Indische leger op Nieuw-Guinea · Slag bij Manado · Slag om Ambon · Slag om Timor · Politionele acties · APRA-staatsgreep van kapitein Westerling
Eerste expeditie · Tweede expeditie · Atjehoorlog onder leiding van kolonel Pel · Verovering van Lam Poeloe · Verovering van Lam Ara (Oleij-loe) · Verovering van Garouw · Verovering van Kota Alam · Oprichting van de Ooster-Benteng · Verovering van Lemboe en Berauw · Verovering van Soerian · Periode van de afwachtende houding · Oorlog onder leiding van generaal van der Heijden · Batoe Iliq · Periode van het civiele bestuur · Voortzetting van de afwachtende politiek · Edi-expeditie · Periode van verdere achteruitgang · Kaloet-affaire · Periode van 1896-1901 · Pedir-expeditie · Tocht van G. van Daalen · Verovering door Japan
Azië in de Tweede Wereldoorlog · Verovering van Nederlands-Indië door Japan · Japanse bezetting van Nederlands-Indië · Invasie van Sumatra in 1942 · Verovering van Atjeh door Japan · Strijd om Palembang · Slag om Borneo · Slag om Balikpapan · Verovering van Bandjermasin (1942) · Strijd om Tarakan (1942) · Strijd om Tarakan (1945) · Strijd om Borneo (1945) · Strijd om Noord-Borneo · Strijd om Balikpapan (1945) · Slag in de Straat van Soenda · Eerste Slag in de Javazee · Tweede Slag in de Javazee · Slag om Java · Slag in de Straat Badoeng · Strijd om Celebes · Guerrillaoorlog van het Indische leger op Nieuw-Guinea · Overakker-complot · Nederlandse verzets- en guerrillagroeperingen in Nederlands-Indië · Slag bij Straat Makassar · Slag bij Manado · Slag om Ambon · Japanse bezetting van Saparoea · Slag om Timor · Verovering van de Riau-archipel · Aanval op Broome · Laatste vlucht van KNILM PK-AFV  · Strijd om Soerabaja (1945)